# John o' Groats

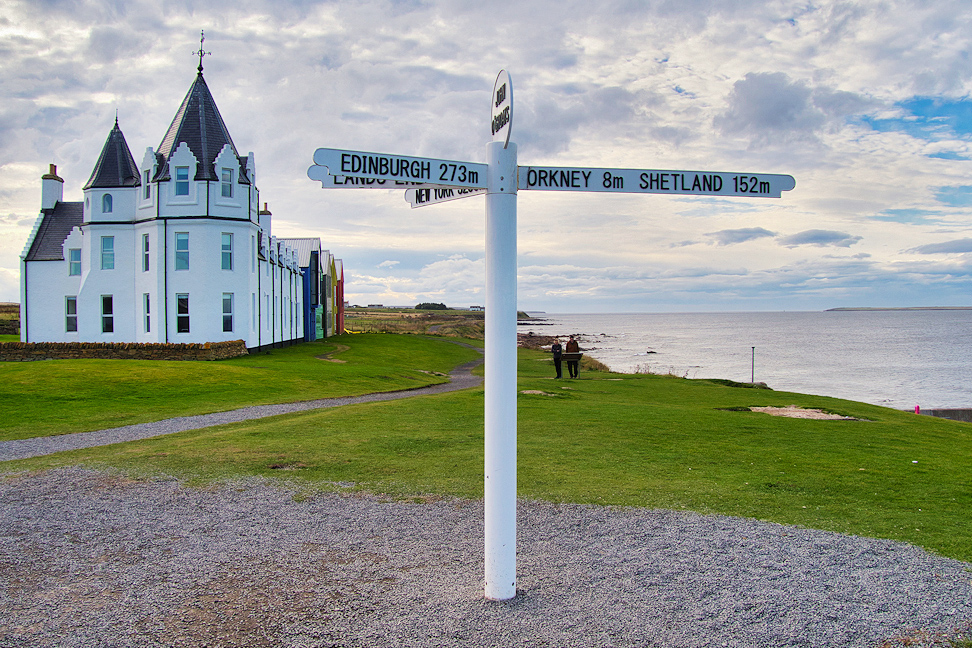
John o' Groats House.

John o' Groats (skotsk gaeliska: Taigh lain Ghròt) är en ort i Highland, Skottland. Orten räknas som den nordligaste orten på den brittiska huvudön Storbritannien. Den nordligaste punkten ligger utanför orten, vid Dunnet Head. Orten har 585 invånare (2011).
Uttrycket från Land's End till John o' Groats visar distansen mellan orten och Land's End i Cornwall som är den absolut västligaste punkten på ön, vilket kan jämföras med svenska från Smygehuk till Treriksröset.
Stadens namngivning har varierat en del, men John o' Groats är nu det officiella namnet. Namnet kommer från Jan de Groot, en nederländare som fick rätt att driva en färja mellan det skotska fastlandet och Orkneyöarna kort tid efter att dessa blev övertagna från Norge år 1496.